# Urueña
Urueña ist eine nordspanische Gemeinde in der Provinz Valladolid in der Autonomen Region Kastilien-León. Der Ort lag im ehemals umstrittenen Grenzgebiet zwischen der Grafschaft bzw. dem Königreich Kastilien und dem Königreich León und wurde deshalb im Mittelalter mit einer Stadtmauer umgeben. Diese blieb bis in die heutige Zeit nahezu vollständig erhalten und so wurde der Ort im Jahre 1975 als Nationales Kulturgut (Bien de Interés Cultural) in der Kategorie Conjunto histórico-artístico anerkannt. Seit dem Jahr 2013 ist der Ort als eines der schönsten Dörfer Spaniens eingestuft, außerdem ist er
als „Bücherdorf“ (Villa del Libro) bekannt geworden.

## Lage und Klima
Urueña liegt auf einer Anhöhe von ca. 830 m in der Hochebene (meseta) im Westen Altkastiliens. Die Entfernung zur Provinzhauptstadt Valladolid beträgt knapp 50 km (Fahrtstrecke) in östlicher Richtung; bis nach León sind es etwa 125 km in nördlicher Richtung. Das Klima im Winter ist kalt, im Sommer dagegen warm bis heiß; der spärliche Regen (ca. 420 mm/Jahr) fällt verteilt übers ganze Jahr.

## Bevölkerungsentwicklung
| Jahr      | 1857 | 1900  | 1950 | 2000 | 2021 |
| Einwohner | 868  | 1.010 | 821  | 212  | 191  |

Der deutliche Bevölkerungsrückgang seit den 1950er Jahren ist im Wesentlichen auf die Mechanisierung der Landwirtschaft und die Aufgabe von bäuerlichen Kleinbetrieben zurückzuführen (Landflucht).

## Wirtschaft
Das Umland von Urueña ist landwirtschaftlich geprägt; der Ort selbst bot die notwendigen regionalen Dienstleistungen in den Bereichen Handwerk und Handel. Tages- und Wochenendtourismus spielen bislang nur eine untergeordnete Rolle im Wirtschaftsleben der Gemeinde.

## Geschichte
Der Nordwesten der Iberischen Halbinsel gehörte zum Siedlungsgebiet der weitgehend im Dunkel der Geschichte verbliebenen Vacceos, doch wurden in der Gegend von Urueña bislang keine frühen Siedlungsspuren entdeckt. Auch von den Römern und von den Westgoten fehlen archäologisch verwertbare Zeugnisse. Im 10. und 11. Jahrhundert ließen sich die Mauren im Rahmen der Rückeroberung des Landes (reconquista) mehr und mehr in Richtung Süden abdrängen und das Gebiet wurde mit Christen aus dem Norden wiederbesiedelt (repoblación). Unter dem kastilischen König Sancho II. (reg. 1065–1072) war Urueña zeitweise Hauptort eines Herrschaftsbezirks (infantado), der faktisch von seiner Schwester Urraca regiert wurde. Knapp ein Jahrhundert später übergab König Alfons VII. (reg. 1126–1157 über Kastilien und León) das Infantado von Valladolid mit den Städten Castromonte, Medina de Rioseco und Urueña seiner Schwester Sancha Raimúndez. Nach seinem Tode wurde die leonesisch-kastilische Krone unter den beiden Söhnen erneut geteilt – Ferdinand II. erhielt León und Sancho III. erhielt das Teilreich Kastilien. Sancho III. starb jedoch kurz darauf und obwohl er einen unmündigen Sohn (Alfons VIII.) hinterlassen hatte, lag die Herrschaft über den Reichsteil Kastilien in den Händen seines Bruders Ferdinand. Nach Erreichen der Volljährigkeit führte Alfons VIII. Krieg gegen seinen Onkel, der sich kurz zuvor der Stadt Burgos im Herzen Kastiliens bemächtigt hatte, und zwang ihn zu einem Friedensvertrag. Im Jahre 1170 wurde er zum König von Kastilien ausgerufen. In diese Zeit der kastilisch-leonesischen Spannungen im ausgehenden 12. und beginnenden 13. Jahrhundert fällt der Bau der Stadtmauer von Urueña, einer in der Folgezeit eher abgelegenen Stadt, die nach der endgültigen Vereinigung der beiden Königreiche Kastilien und León im Jahre 1230 der Vergessenheit anheimfiel.
Im Jahre 1876 vernichtete ein verheerendes Feuer beinahe die Hälfte der Häuser des Ortes. Erst gegen Ende des 20. Jahrhunderts wurde sich die Gemeinde ihrer stolzen Vergangenheit und ihres kulturellen Erbes bewusst und große Anstrengungen wurden unternommen, den Ort in einen – auch für Touristen interessanten – Zustand zu versetzen. In diesem Zusammenhang sind die von privater und behördlicher Seite vorangetriebenen Initiativen zur Gründung und zum Ausbau des Ortes als „Bücherdorf“ zu sehen.

## Sehenswürdigkeiten

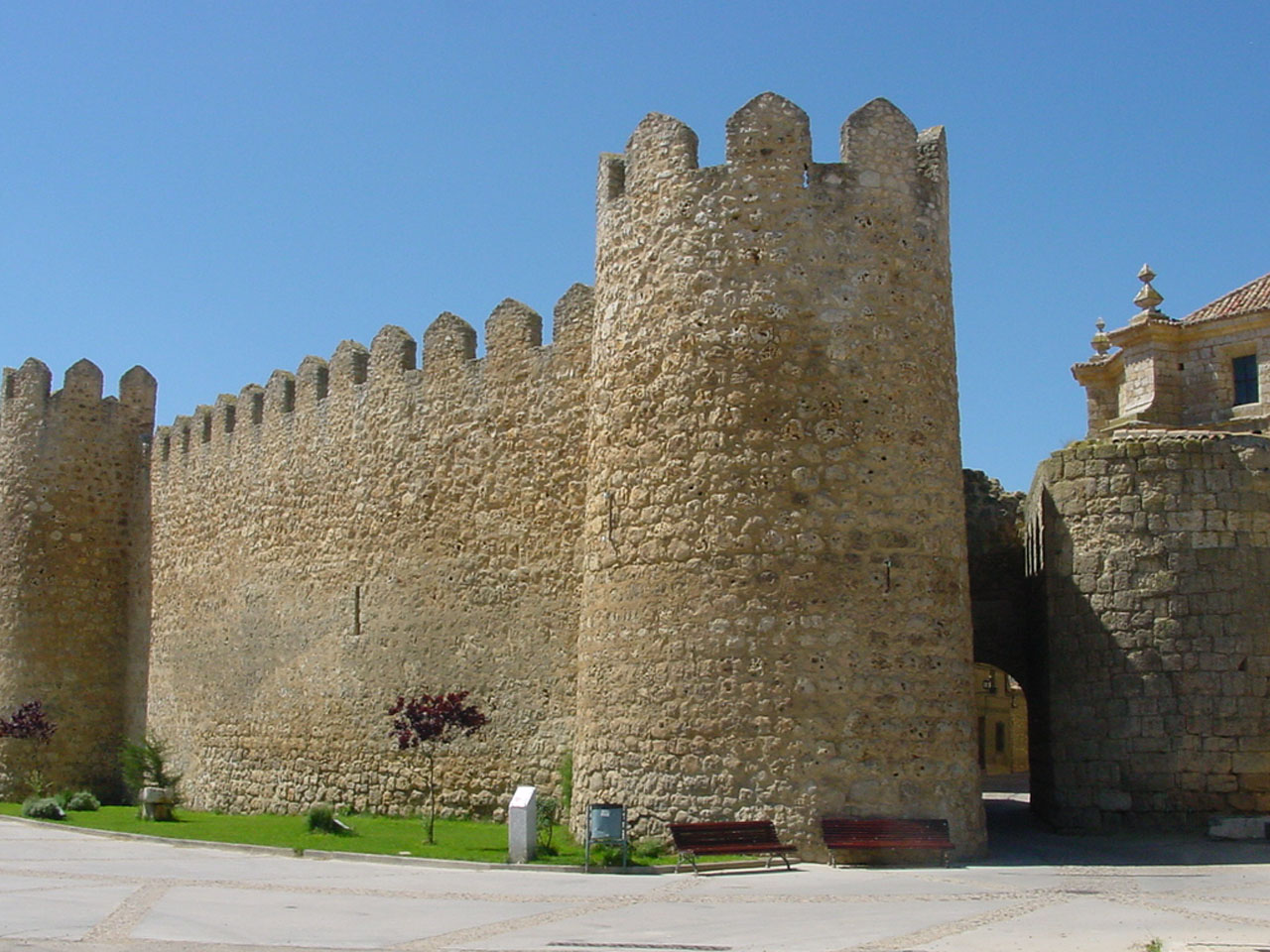
Stadtmauer mit Puerta del Azogue

- Hauptattraktion von Urueña ist die nahezu komplett erhaltene und etwa 8–10 m hohe und in Abständen von etwa 20 bis 25 m von Halbrundtürmen gesicherte mittelalterliche Stadtmauer mit ihren zwei – eher unscheinbaren – Stadttoren: Nach Norden öffnet sich die Puerta del Azogue und nach Süden der Arco de la Villa.[5]
- Im Osten der Anlage erhebt sich der Burgkomplex, der jahrhundertelang als Gemeindefriedhof gedient hatte und erst im Jahr 2005 für Besucher zugänglich gemacht wurde.
- Die Pfarrkirche Santa María del Azogue mit ihrem hohen gotischen Chor und ihrem eher mickrigen Langhaus mit einem Glockengiebel aus der Zeit der Renaissance macht den politischen und wirtschaftlichen Niedergang des Ortes deutlich. Auf der Südseite der Kirche findet sich die Andeutung einer Vorhalle (portico) wie sie an vielen älteren romanischen Kirchen Kastiliens zu sehen ist (z. B. Jaramillo de la Fuente, Santiuste de Pedraza).[6]

Umgebung
- Etwa 1,5 km südöstlich des Ortes steht die romanische Ermita de Nuestra Señora de la Anunciada, die in ihrem reich gegliederten Chor- und Querhausbereich eine Lisenengliederung mit abschließenden Rundbogenfriesen zeigt, die bei den romanischen Kirchen im Norden Spaniens häufiger anzutreffen ist und gemeinhin als „lombardisch“ bezeichnet wird. Der romanischen Apsis wurde im 16. Jahrhundert eine neue Sakristei im Stil der Renaissance angefügt.[7]
- Etwa 10 km östlich von Urueña befindet sich das ehemalige Zisterzienserkloster La Santa Espina.
- Ca. 10 km südöstlich liegt die präromanische Kirche von San Cebrián de Mazote.

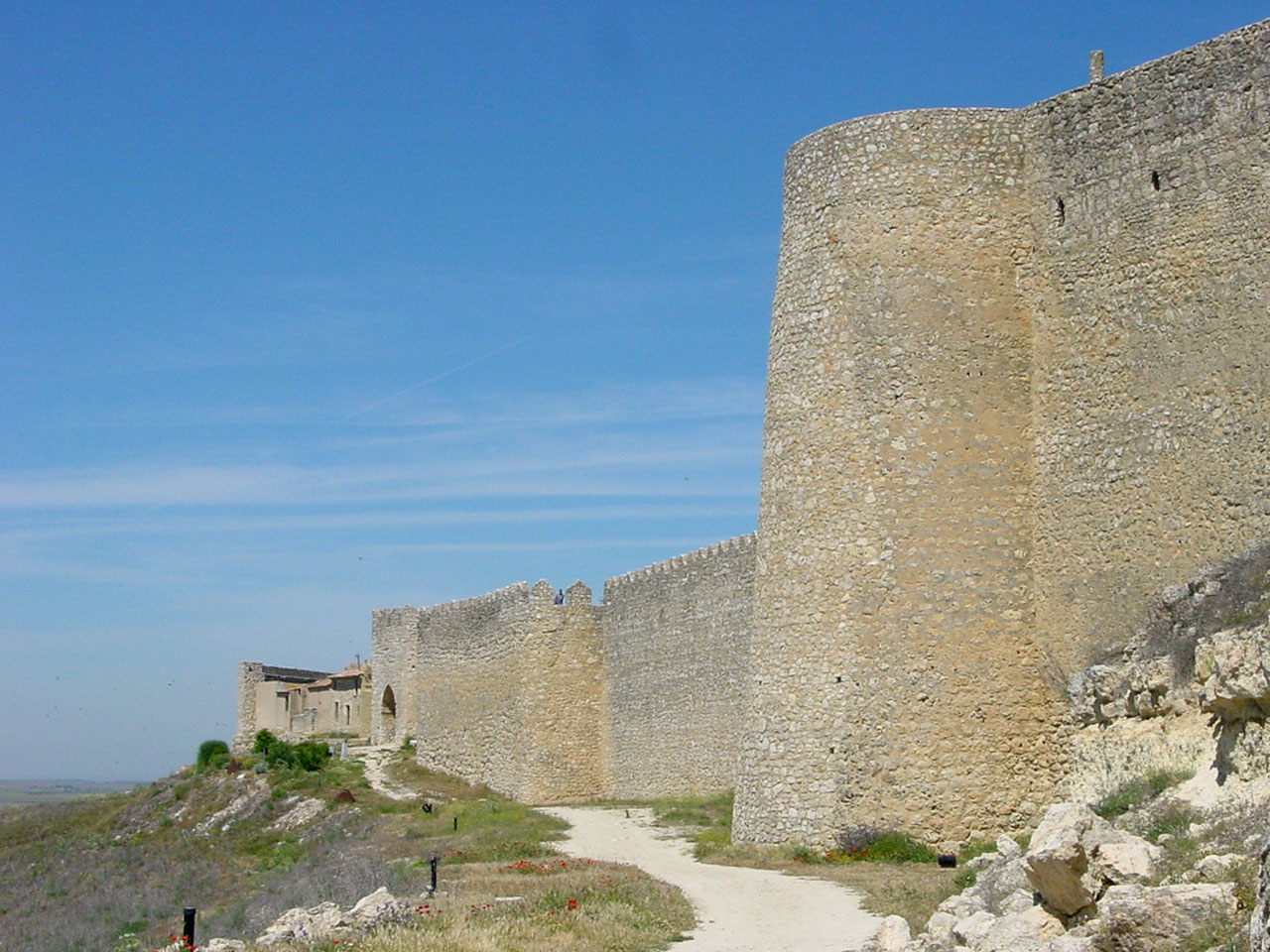
Stadtmauer von Süden
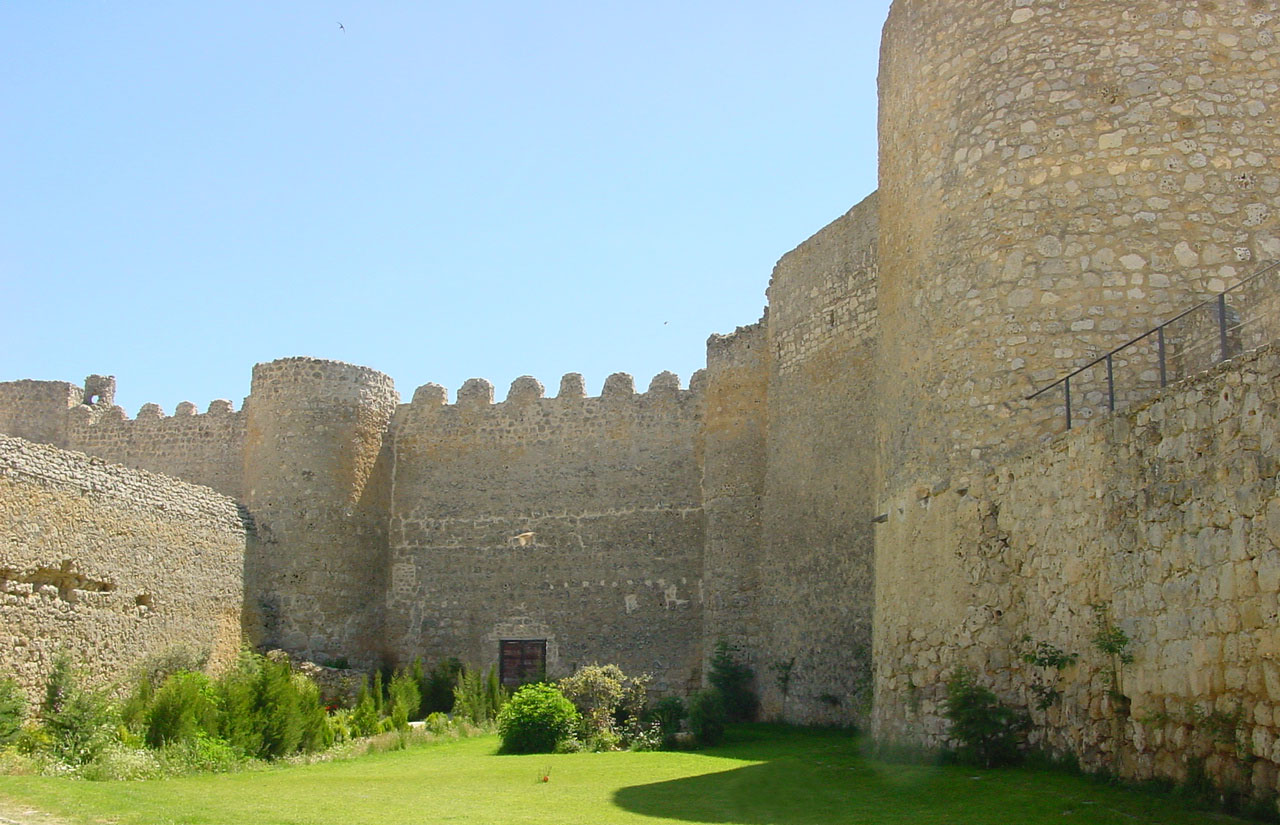
Mauern des Burgbereichs
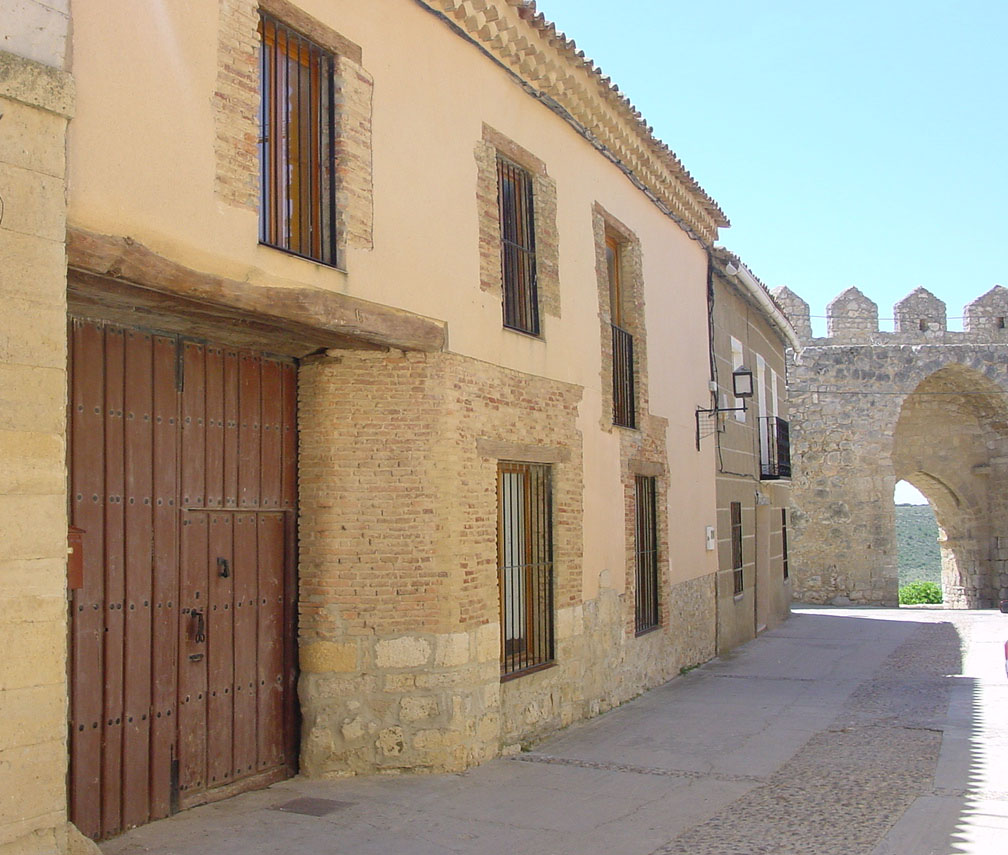
Hauptstraße (Calle Real) und Arco de la Villa
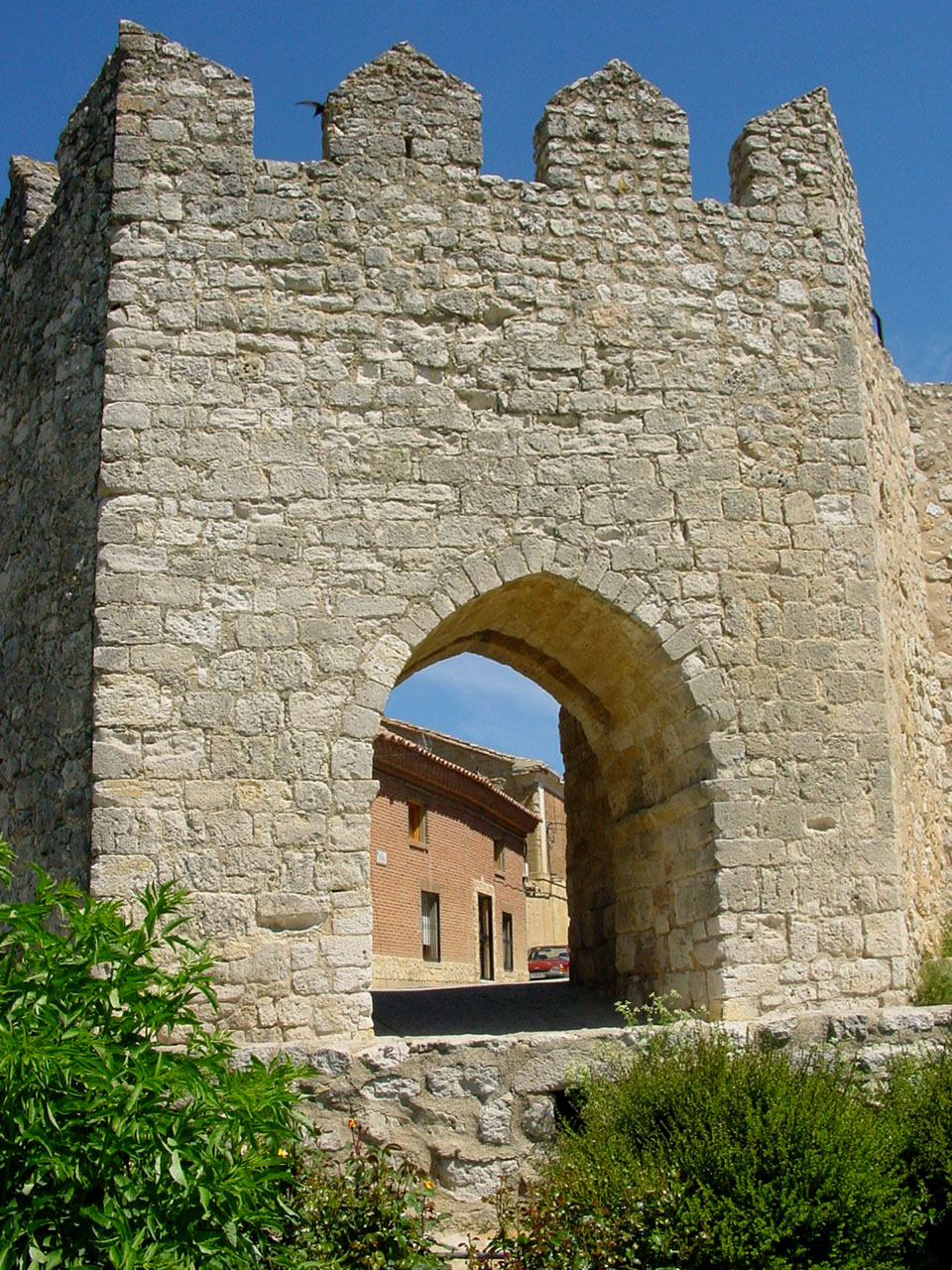
Arco de la Villa von außen
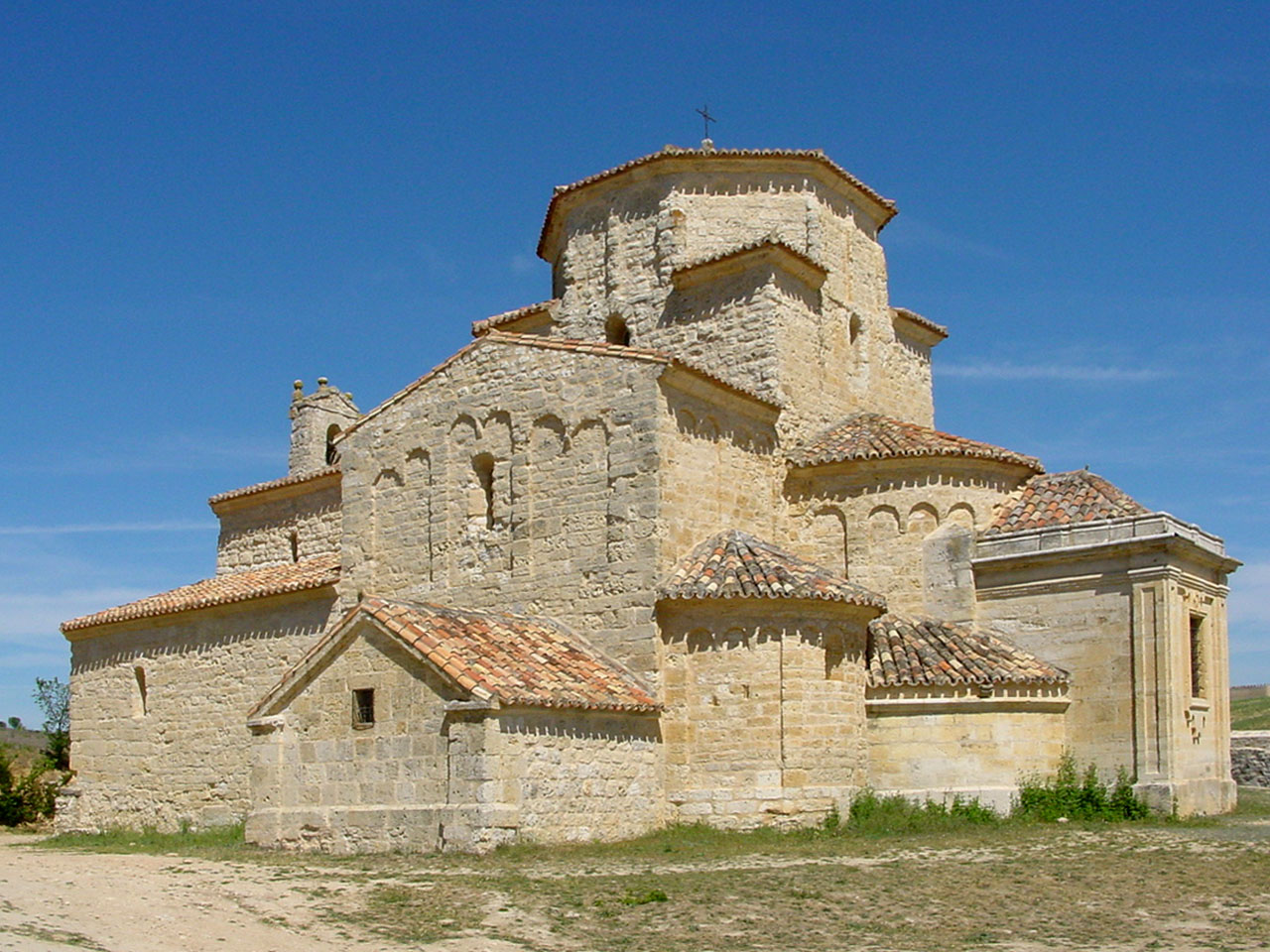
Ermita de Nuestra Señora de la Anunciada
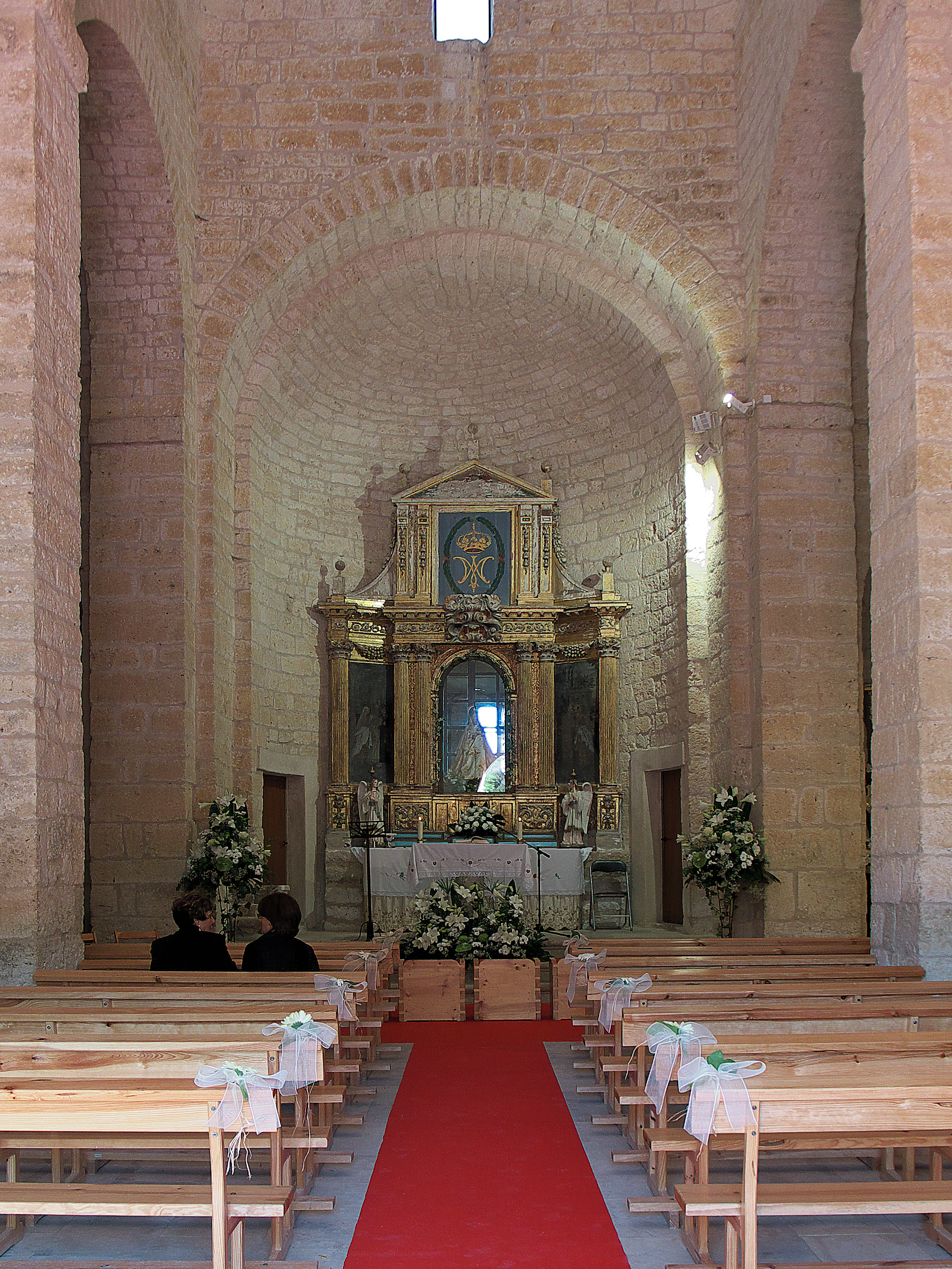
dto. – Inneres